# Dead Can Dance (альбом)
«Dead Can Dance» (в пер. з англ. «Мертве може танцювати») — дебютний студійний альбом австралійської групи Dead Can Dance, випущений на незалежному британському лейблі 4AD в лютому 1984 року. На CD-виданні додані треки з «Garden of the Arcane Delight» — єдиного міні-альбом а колективу, виданого окремо тільки на грамплатівці. Альбом містить треки, записані за останні 4 роки перед його випуском.
На обкладинці альбому використано зображення ритуальної маски з Папуа Нової Гвінеї.

## Список композицій
1. «The Fatal Impact» — 3:21
2. «The Trial» — 3:42
3. «Frontier» — 3:13
4. «Fortune» — 3:47
5. «Ocean» — 3:21
6. «East of Eden» — 3:23
7. «Threshold» — 3:51
8. «A Passage in Time» — 4:03
9. «Wild in the Woods» — 3:46
10. «Musica Eternal» — 3:52